# Georg Tochtermann
Georg Tochtermann (* 14. März 1920 in Kaiserslautern; † 21. Dezember 2013 in Speyer) war ein deutscher Jurist und Politiker.

## Leben
Georg Tochtermann studierte in Heidelberg Jura und dissertierte im Jahr 1948. Im April 1951 gründete er eine Rechtsanwaltskanzlei in Speyer.
Dem Speyerer Stadtrat gehörte Tochtermann für die SPD in den Jahren 1956 bis 1962 und nochmals von 1974 bis 1979 an. Dort war er als Beigeordneter ab 1962 bis 1966 für Schule, Kultur, Jugendamt und Krankenhaus zuständig. Er war langjähriger Vorstand und Aufsichtsrat der Gemeinnützigen Baugenossenschaft Speyer. In den Jahren 1979 bis 1991 war Tochtermann Vorstandsmitglied der Pfälzischen Rechtsanwaltskammer.
Tochtermann initiierte den Hans-Purrmann-Preis.
Er war zudem Mitglied im Schachclub SC Speyer 1911 e. V. In den Jahren 1948 und 1949 gewann er im Team die pfälzische Mannschaftsmeisterschaft, im Jahr 1967 einen Landespokal.

## Ehrungen
- Verdienstorden des Landes Rheinland-Pfalz (2000)
- Bundesverdienstkreuz 1. Klasse (1997)
- Ehren- und Sportmedaille der Stadt Speyer (1994)
- Bundesverdienstkreuz am Bande (1990)
- Freiherr-vom-Stein-Plakette